# San Rafael Amolucan
San Rafael Amolucan är en ort i Mexiko.   Den ligger i kommunen Singuilucan och delstaten Hidalgo, i den sydöstra delen av landet, 90 km nordost om huvudstaden Mexico City. San Rafael Amolucan ligger 2 769 meter över havet och antalet invånare är 256.
Terrängen runt San Rafael Amolucan är kuperad. Runt San Rafael Amolucan är det ganska glesbefolkat, med 39 invånare per kvadratkilometer. Närmaste större samhälle är Tulancingo, 15,5 km nordost om San Rafael Amolucan. Trakten runt San Rafael Amolucan består till största delen av jordbruksmark.